# Cardamine anomala
Cardamine anomala là một loài thực vật có hoa trong họ Cải. Loài này được (Eames) K.Schum. mô tả khoa học đầu tiên năm 1904.